# Copa Guatemala 1937
En 1937 la Federación Costarricense de Fútbol organizó la edición 12 de los torneos de Copa, con el nombre de Copa Guatemala (trofeo ofrecido por el gobierno de Guatemala), realizada antes del inicio del campeonato de primera división, Liga Deportiva Alajuelense derrotó en la final con un contundente y categórico cinco a uno al Club Sport Herediano.
Los 6 equipos participantes: Herediano, Gimnástica Española, Orión, Cartaginés, La Libertad, Alajuelense. La federación fija el torneo de eliminación directa entre los seis equipos de liga de primera división a jugar en el Estadio Nacional, avanzando en la primera llave los tres vencedores y el perdedor con menos goles en contra.
El goleador del certamen fue Alejandro Morera Soto de Liga Deportiva Alajuelense con 6 anotaciones.
Alajuelense se proclamó campeón del torneo al vencer en primera ronda a La Libertad (5-4), en la semifinal a Orión (6-5) y al Herediano en la final (5-1). La final fue realizada el 12 de diciembre de 1937.

## Cuartos de final
| 22 de agosto de 1937 | Cartaginés  | 2:4 | Sociedad Gimnástica Española                | Estadio Nacional, San José |                            |
|                      | Opo Bonilla |     | Guillermo Flores Guido Soto 2 Agustín Fatjó | Árbitro(s): Gerardo Picado | Árbitro(s): Gerardo Picado |

| 31 de octubre de 1937 | La Libertad                                                | 4:5 | Alajuelense                                      | Estadio Nacional, San José |                         |
|                       | José Verdesia Rafael Madrigal Benigno Vargas Miguel Sancho |     | Alejandro Morera 3 Antonio Vinyets Salvador Soto | Árbitro(s): Julio Güell    | Árbitro(s): Julio Güell |

| 7 de noviembre de 1937 | Herediano1                   | 2:3 | Orión FC                            | Estadio Nacional, San José |  |
|                        | Rafael Herrera Manuel Zamora |     | Alfredo Piedra Alejandro Arguedas 2 |                            |  |

1. Herediano avanza a semifinales por ser el perdedor de la fase de cuartos de final con menos goles en contra.

## Semifinales
| 14 de noviembre de 1937 | Sociedad Gimnástica Española | 1:6 | Herediano                              | Estadio Nacional, San José  |                             |
|                         | Guillermo Durán              |     | Alfredo Castro (autogol) Manuel Zamora | Árbitro(s): Bernardo Castro | Árbitro(s): Bernardo Castro |

| 5 de diciembre de 1937 | Alajuelense                                    | 6:5 | Orión FC                                                   | Estadio Nacional, San José   |                              |
|                        | Jorge Rojas José Luis Rojas 4 Alejandro Morera |     | Alejandro Arguedas Carlos Silva Jesús Araya Alfredo Piedra | Árbitro(s): Manuel Rodríguez | Árbitro(s): Manuel Rodríguez |

## Final
| 12 de diciembre de 1937 | Herediano       | 1:5 | Alajuelense                                      | Estadio Nacional, San José |                         |
|                         | Santiago Campos |     | Jorge Rojas 2 Alejandro Morera 2 Evelio Martínez | Árbitro(s): Julio Güell    | Árbitro(s): Julio Güell |

|                            |
| Liga Deportiva Alajuelense |
|                            |
| 3° título                  |

| Predecesor: Torneo de Copa 1937 | Torneo de Copa de Costa Rica 1937 | Sucesor: Torneo de Copa 1938 |